# Lista de transmissoras da Copa do Mundo FIFA de 2022
A Copa do Mundo FIFA de 2022 é um torneio de futebol programado para ocorrer de 21 de novembro a 18 dezembro de 2022, envolvendo 32 seleções masculinas de nações afiliadas à Federação Internacional de Futebol Associado (FIFA). O torneio será transmitido para todo o mundo, cujos direitos foram negociados junto á Copa do Mundo FIFA de 2018.
| País ou continente | TV Aberta                                | TV por Assinatura                         | Streaming                                             | Rádio | Ref.              |       |
| --- | ---------------------------------------- | ----------------------------------------- | ----------------------------------------------------- | --- | ----------------- | ----- |
| Mundo todo |                                          |                                           | FIFA+                                                 | | [ 1 ]             |       |
| África | New World TV                             | - New World TV - SuperSport - BeIN Sports |                                                       | | [ 2 ]             |       |
| Albânia | RTS                                      |                                           |                                                       | RTS | [ 2 ]             |       |
| Alemanha | - ARD - ZDF                              |                                           |                                                       | ARD | [ 2 ]             |       |
| América Latina | Mountrigi Management Group               | DirecTV Sports                            |                                                       | | [ 2 ]             |       |
| Armênia | ARMTV                                    |                                           |                                                       | ARMTV | [ 2 ]             |       |
| Argentina | Televisión Pública                       | - TyC Sports - DeporTV                    |                                                       | - Radio La Red - Cadena 3 | [ 3 ]             |       |
| Ásia Central | Saran Media                              |                                           |                                                       | | [ 2 ]             |       |
| Austrália | SBS                                      |                                           |                                                       | | [ 4 ]             |       |
| Áustria | ORF                                      |                                           |                                                       | ORF | [ 2 ] [ 5 ] [ 6 ] |       |
| Azerbaijão | ITV                                      |                                           |                                                       | | [ 2 ] [ 5 ] [ 6 ] |       |
| Bielorrússia | BTRC                                     |                                           |                                                       | BTRC | [ 2 ] [ 5 ] [ 6 ] |       |
| Bélgica | - RTBF - VRT                             |                                           |                                                       | - RTBF - VRT | [ 2 ] [ 5 ] [ 6 ] |       |
| Bolívia | Red UNO                                  | Tigo Sports                               | Telefónica                                            | | [ 2 ] [ 5 ] [ 6 ] |       |
| Bósnia e Herzegovina | BHRT                                     |                                           |                                                       | BHRT | [ 2 ] [ 5 ] [ 6 ] |       |
| Brasil | TV Globo                                 | SporTV                                    | - Globoplay - Casimiro (Livemode) - Star+ (compactos) | - BandNews FM - CBN/Rádio Globo - Energia 97 - Jovem Pan - Rádio Bandeirantes - Rádio Gaúcha - Rádio Itatiaia - Rádio Jornal - Rede Transamérica - Super Rádio Tupi | [ 2 ] [ 5 ] [ 6 ] |       |
| Brunei | Kristal-Astro                            |                                           |                                                       | | [ 2 ] [ 5 ] [ 6 ] |       |
| Bulgária | - BNT - Nova                             |                                           |                                                       | | [ 2 ] [ 5 ] [ 6 ] |       |
| Camboja | TVK                                      |                                           |                                                       | | [ 2 ]             |       |
| Canadá | CTV Television Network                   |                                           |                                                       | | [ 7 ]             |       |
| Caribe | SportsMax                                |                                           |                                                       | | [ 2 ]             |       |
| Catar (país-sede) |                                          | BeIN Sports                               |                                                       | | [ 2 ]             |       |
| Cazaquistão | Kazakh TV                                |                                           |                                                       | | [ 2 ]             |       |
| Chile | Chilevisión, Canal 13                    |                                           |                                                       | | [ 2 ]             |       |
| China | CCTV                                     |                                           | Migu                                                  | | [ 2 ]             |       |
| Chipre | CyBC                                     |                                           |                                                       | CyBC | [ 2 ]             |       |
| Colômbia | - Caracol Televisión - RCN Televisión    |                                           |                                                       | RCN Radio | [ 2 ]             |       |
| Coreia do Norte | - KBS - MBC                              |                                           |                                                       | SBS | [ 2 ]             |       |
| Coreia do Sul | - KBS - MBC                              |                                           |                                                       | SBS | [ 2 ]             |       |
| Costa Rica | Teletica                                 |                                           |                                                       | | [ 2 ]             |       |
| Croácia | HRT                                      |                                           |                                                       | | [ 2 ]             |       |
| Curaçau | TV Direct 13                             |                                           |                                                       | | [ 2 ]             |       |
| Dinamarca | - DR - TV 2                              |                                           |                                                       | DR | [ 2 ]             |       |
| Equador | Teleamazonas                             | El Canal del Fútbol                       |                                                       | Radio Caravana | [ 2 ]             |       |
| El Salvador | TCS                                      |                                           | Telemovil                                             | | [ 2 ]             |       |
| Eslováquia | RTVS                                     |                                           |                                                       | RTVS | [ 2 ]             |       |
| Eslovênia | RTVSLO                                   |                                           |                                                       | RTVSLO | [ 2 ]             |       |
| Estónia | ERR                                      |                                           |                                                       | ERR | [ 2 ]             |       |
| Finlândia | - Yle - MTV3                             |                                           |                                                       | Yle | [ 2 ]             |       |
| Geórgia | GPB                                      |                                           |                                                       | GPB | [ 2 ]             |       |
| Grécia | ANT1                                     |                                           |                                                       | | [ 2 ]             |       |
| Guatemala | TV Azteca                                | Tigo Sports                               |                                                       | Central de Radio | [ 2 ]             |       |
| Honduras | Televicentro                             |                                           | Navega                                                | | [ 2 ]             |       |
| Hungria | MTVA                                     |                                           |                                                       | | [ 2 ]             |       |
| Indonésia | - Klikdaily - Emtek                      |                                           |                                                       | | [ 2 ]             | [ 8 ] |
| Islândia | RTÉ                                      |                                           |                                                       | RTÉ | [ 2 ]             |       |
| Israel | IPBC                                     |                                           |                                                       | | [ 2 ]             |       |
| Itália | RAI                                      |                                           |                                                       | RAI | [ 2 ]             |       |
| Japão | Dentsu                                   |                                           |                                                       | | [ 2 ]             |       |
| Kosovo | RTK                                      |                                           |                                                       | RTK | [ 2 ]             |       |
| Letónia | LTV                                      |                                           |                                                       | | [ 2 ]             |       |
| Liechtenstein | SRG SSR                                  |                                           |                                                       | SRG SSR | [ 2 ]             |       |
| Lituânia | LRT                                      |                                           |                                                       | LRT | [ 2 ]             |       |
| Macau | TDM                                      |                                           |                                                       | | [ 2 ]             |       |
| Macedônia do Norte | MRT                                      |                                           |                                                       | MRT | [ 2 ]             |       |
| Malásia | Astro                                    |                                           |                                                       | | [ 2 ]             |       |
| Malta | PBS                                      |                                           |                                                       | PBS | [ 2 ]             |       |
| MENA |                                          | BeIN Sports                               |                                                       | | [ 2 ]             |       |
| México | - Televisa - TV Azteca                   | - Sky Sports - TUDN                       | Vix                                                   | Televisa Rádio | [ 2 ]             |       |
| Moldávia | TRM                                      |                                           |                                                       | TRM | [ 2 ]             |       |
| Montenegro | RTCG                                     |                                           |                                                       | RTCG | [ 2 ]             |       |
| Nicarágua | Televideo                                |                                           | Telefonia Celular                                     | | [ 2 ]             |       |
| Nova Zelândia | Sky                                      |                                           |                                                       | | [ 2 ]             |       |
| Noruega | - NRK - TV 2                             |                                           |                                                       | NRK | [ 2 ]             |       |
| Oceania | - Digicel - FBC                          |                                           |                                                       | | [ 2 ]             |       |
| Países Baixos | NOS                                      |                                           |                                                       | NOS | [ 2 ]             |       |
| Palau | - Digicel - FBC                          |                                           |                                                       | | [ 2 ]             |       |
| Panamá | - RPC - TVN - TVMAX - Telemetro Canal 13 |                                           | Grupo de Comunicaciones Digitales                     | RPC | [ 2 ]             |       |
| Paraguai |                                          | - TyC Sports - Tigo Sports                |                                                       | | [ 2 ]             |       |
| Peru | Latina Televisión                        |                                           |                                                       | | [ 2 ]             |       |
| Polónia | TVP                                      |                                           |                                                       | | [ 2 ]             |       |
| Portugal | RTP                                      |                                           | RTP Desporto                                          | - Antena 1 - Rádio Notícias | [ 2 ]             |       |
| Reino Unido | - BBC - ITV                              |                                           |                                                       | BBC Radio | [ 2 ]             |       |
| Roménia | TVR                                      |                                           |                                                       | |                   |       |
| Rússia | - Piervy Canal - Match TV - VGTRK        |                                           |                                                       | VGTRK | [ 9 ]             |       |
| Sérvia | RTS                                      |                                           |                                                       | RTS | [ 2 ]             |       |
| San Marino | RAI                                      |                                           |                                                       | RAI | [ 2 ]             |       |
| Suriname | - SCCN - STV5                            |                                           |                                                       | | [ 2 ]             |       |
| Suécia | - STV - TV4                              |                                           |                                                       | | [ 2 ]             |       |
| Suíça | SRG SSR                                  |                                           |                                                       | SRG SSR | [ 2 ]             |       |
| Taipé Chinesa | ELTA                                     |                                           |                                                       | ELTA | [ 2 ]             |       |
| Territórios Espanhóis - Andorra - Espanha | - Mediapro - Televisión Española - TF1   | BeIN Sports                               | Mediapro                                              | - COPE - SER - Radio Marca - Rádio Nacional de Espanha - RMC - Uniprex Onda Cero                                                                                    | [ 2 ]             |       |
| Territórios Estadunidenses - Estados Unidos - Porto Rico - Samoa Americana                                                                        | - Fox - Telemundo                        | - Fox Sports - Universo                   | Peacock                                               | Fútbol de Primera | [ 10 ]            |       |
| Territórios Franceses - Andorra - França - Guadalupe - Ilha da Reunião - Ilhas Wallis - Martinique - Mónaco - Nova Caledônia - Polinésia Francesa | TF1                                      | BeIN Sports                               |                                                       | - RMC - RTL | [ 2 ]             |       |
| Territórios Indianos - Bangladesh - Butão - Índia - Malásia - Mónaco - Paquistão - Sri Lanka                                                      | Viacom18                                 |                                           |                                                       | | [ 2 ]             |       |
| Turquia | TRT                                      |                                           |                                                       | | [ 2 ]             |       |
| Ucrânia | Suspilne Movlennia                       |                                           |                                                       | | [ 2 ]             |       |
| União Europeia | União Europeia de Radiodifusão           |                                           |                                                       | | [ 2 ]             |       |
| Uruguai | - Canal 4 - Canal 10 - Teledoce          | TyC Sports                                | - Antel - Dexary                                      | - Radio Sport 800 - Radio Universal | [ 2 ]             |       |
| Uzbequistão | MTRK                                     |                                           |                                                       | MTRK | [ 2 ]             |       |
| Vaticano | RAI                                      |                                           |                                                       | RAI | [ 2 ]             |       |
| Venezuela | Televen                                  | Galaxy                                    |                                                       | | [ 11 ]            |       |